# Longview (chanson)
Pour les articles homonymes, voir Longview.
Singles de Green Day
Welcome to Paradise
(1994)
Longview est une chanson du groupe punk rock américain Green Day et le premier single extrait de leur troisième album, Dookie, paru en 1994. Elle est célèbre pour sa ligne de basse et pour la phrase « When masturbation lost its fun, you're fucking lonely » (« Quand la masturbation devient ennuyeuse, c'est que ça va vraiment mal! ») La chanson met en scène quelqu'un qui s'ennuie chez lui.
La chanson a été mise en nomination pour le Grammy de la Meilleure performance hard rock en 1995.

## Liste des chansons
Version originale
1. Longview – 3:59
2. Welcome to Paradise (live)
3. One of My Lies (live)

Les chansons live ont été enregistrées le 11 mars 1994 à Jannus Landing, à St. Petersburg, en Floride.
Version allemande
1. Longview – 3:59
2. Going to Pasalacqua (live) – 4:12
3. F.O.D. (live) – 2:44
4. Christie Road (live) – 3:49

Les chansons live ont été enregistrées le 11 mars 1994 à Jannus Landing, à St. Petersburg, en Floride.
Version UK
1. Longview (faded ending) – 3:59
2. On the Wagon – 2:48